# 盖尔·哈德格里姆松
盖尔·哈德格里姆松（1925年12月16日—1990年9月1日），是冰岛第16任总理。1959年到1972年任雷克雅未克市长。在他市长任期里，他大大扩大了城市和提高了内部交通。在他的指导下，地热供暖系统由只提供给少数人，扩展到了整个城市。他还改善了街道，将主干道的砾石公路变成现代沥青街道。这一系列政绩令他在1970年市長选举中赢得了99%的选票。
1970年秋，盖尔当选为阿尔庭(冰岛议会)议员，1971年，他当选为独立党的副主席。1973年，他在约翰·哈夫斯泰因因健康原因辞职后成为党主席。1974年，他领导的独立党获得重大胜利，赢得了42.5%的选票和60个议席中的25个。随后，他组成了以进步党为首的联合政府。
冰岛政府将捕鱼限制扩大到370公里后，与英国发生“鳕鱼战争”。1976年，冰岛与英国经过谈判，打破外交纠纷，在6月达成一项协议。根据协议，英国接受了200英里(370公里)的区域。
1978年，冰岛发生经济危机，政府为了抑制近50%的通货膨胀，设置了一个限制工资增长的法律。不久盖尔政府辞职。新的联合政府成立。
1980年，独立党副主席古纳尔·托罗德森率领自己一派的独立党成员与人民联盟(社会党)组建联合政府，盖尔成为反对党领袖。1983年的议会选举中，盖尔失去了在议会中的席位，故辞去主席职务。从1983年到1986年，盖尔在联合政府中担任外交部长。1986年他退出政府，担任冰岛中央银行的三个行长之一，并一直任职到1990年9月去世。他也是彼尔德伯格集团指导委员会成员。